# 2005-ös FIFA-klubvilágbajnokság
A 2005-ös FIFA klub-világbajnokság egy labdarúgó torna volt, amit Japánban rendeztek meg 2005. december 11. és december 18. között, ahol a brazil São Paulo FC nyert. Ez a FIFA legnagyobb klubtornája, habár nem jegyzik olyan magas szinten, mint a területi tornákat, mint például a Copa Libertadores vagy az UEFA-bajnokok ligája.

## Háttér
A 2005-ös tornával egyesítették az Interkontinentális kupát és a korábbi FIFA-klubvilágbajnokságot. Az előbbi egy 1960 óta éves szinten megrendezett mérkőzés volt az európai és a Dél-amerikai bajnok között; utóbbi viszont csak egy torna volt, a 2000-es FIFA-klubvilágbajnokság. A 2001-es tornát törölték, amikor a FIFA marketing partnere, az ISL csődbe jutott.
Az összevonás eredményeként a tornát az eredeti, két hétig tartó klubvilágbajnokság kisebb változataként képzelték el, ezért megalkották az interkontinentális kupa egymérkőzéses formájára. Hat klubot hívtak meg, hogy részt vegyen a tornán, minden egyes szövetségből egy képviselőt.

## Lebonyolítása
A rendezvény egyenes kieséses rendszerű torna volt, így mindegyik csapat két, vagy három mérkőzést játszott. A négy "gyengébb" szövetség bajnoka játszotta a negyeddöntőket; a vesztesek az ötödik helyért rendezett mérkőzést játszották. A győztesek csatlakoztak az európai és Dél-amerikai bajnokhoz az elődöntőben; a vesztesek a bronzmérkőzésen játszottak.
A mérkőzéseket a tokiói Nemzeti (Olimpiai) Stadionban, a Nagoja közelében lévő Toyota (Aichi)-i Toyota Stadionban és a jokohamai Nemzetközi Stadionban rendezték, ahol a döntőt is tartották. A marketingtámogató miatt a tornát FIFA klub-világbajnokság Toyota Kupa-nak hívták hivatalosan.

## Részt vevő csapatok
A következő csapatok kvalifikálták magukat 2005-re:
| El-Áttihád         | Szaúd-Arábia | 2005-ös AFC-bajnokok ligája       |
| Liverpool FC       | Anglia       | 2004–2005-ös UEFA-bajnokok ligája |
| Deportivo Saprissa | Costa Rica   | 2005-ös CONCACAF-bajnokok ligája  |
| el-Ahlí            | Egyiptom     | 2005-ös CAF-bajnokok ligája       |
| São Paulo FC       | Brazília     | 2005-ös Copa Libertadores         |
| Sydney FC          | Ausztrália   | 2004–2005-ös OFC-bajnokok ligája  |

## Keretek
A listához, amely tartalmazza a torna összes keretét, lásd a 2005-ös FIFA-klubvilágbajnokság (keretek)et.

## Ágrajz
|  |                            |                            |                            |                         |                         |                         |              |              |              |              |                         |                         |                         |
|  | Negyeddöntők               | Negyeddöntők               | Negyeddöntők               |                         |                         | Elődöntők               | Elődöntők    | Elődöntők    |              |              | Döntő                   | Döntő                   | Döntő                   |
|  | Negyeddöntők               | Negyeddöntők               | Negyeddöntők               |                         |                         | Elődöntők               | Elődöntők    | Elődöntők    |              |              | Döntő                   | Döntő                   | Döntő                   |
|  | december 11. – Tokió       | december 11. – Tokió       | december 11. – Tokió       | december 14. – Tokió    | december 14. – Tokió    | december 14. – Tokió    |              |              |              |              |                         |                         |                         |
|  | december 11. – Tokió       | december 11. – Tokió       | december 11. – Tokió       | december 14. – Tokió    | december 14. – Tokió    | december 14. – Tokió    |              |              |              |              |                         |                         |                         |
|  | El-Áttihád                 | El-Áttihád                 | 1                          | El-Áttihád              | El-Áttihád              | 2                       |              |              |              |              |                         |                         |                         |
|  | El-Áttihád                 | El-Áttihád                 | 1                          | El-Áttihád              | El-Áttihád              | 2                       |              |              |              |              |                         |                         |                         |
|  | el-Ahlí                    | el-Ahlí                    | 0                          |                         |                         | São Paulo FC            | São Paulo FC | 3            |              |              | december 18. – Jokohama | december 18. – Jokohama | december 18. – Jokohama |
|  | el-Ahlí                    | el-Ahlí                    | 0                          |                         |                         | São Paulo FC            | São Paulo FC | 3            |              |              | december 18. – Jokohama | december 18. – Jokohama | december 18. – Jokohama |
|  |                            |                            |                            |                         |                         |                         | São Paulo FC | São Paulo FC | 1            |              |                         |                         |                         |
|  |                            |                            |                            |                         |                         |                         | São Paulo FC | São Paulo FC | 1            |              |                         |                         |                         |
|  | december 12. – Toyota City | december 12. – Toyota City | december 12. – Toyota City | december 15. – Jokohama | december 15. – Jokohama | december 15. – Jokohama |              |              | Liverpool FC | Liverpool FC | 0                       |                         |                         |
|  | december 12. – Toyota City | december 12. – Toyota City | december 12. – Toyota City | december 15. – Jokohama | december 15. – Jokohama | december 15. – Jokohama |              |              | Liverpool FC | Liverpool FC | 0                       |                         |                         |
|  | Sydney FC                  | Sydney FC                  | 0                          | Dep. Saprissa           | Dep. Saprissa           | 0                       |              |              |              |              |                         |                         |                         |
|  | Sydney FC                  | Sydney FC                  | 0                          | Dep. Saprissa           | Dep. Saprissa           | 0                       |              |              |              |              |                         |                         |                         |
|  | Dep. Saprissa              | Dep. Saprissa              | 1                          |                         |                         | Liverpool FC            | Liverpool FC | 3            |              |              |                         |                         |                         |
|  | Dep. Saprissa              | Dep. Saprissa              | 1                          |                         |                         | Liverpool FC            | Liverpool FC | 3            |              |              |                         |                         |                         |
|  |                            |                            |                            |                         |                         |                         |              |              |              |              |                         |                         |                         |
|  |                            |                            |                            |                         |                         |                         |              |              |              |              |                         |                         |                         |
|  | Az 5. helyért              | Az 5. helyért              | Az 5. helyért              | Bronzmérkőzés           | Bronzmérkőzés           | Bronzmérkőzés           |              |              |              |              |                         |                         |                         |
|  | Az 5. helyért              | Az 5. helyért              | Az 5. helyért              | Bronzmérkőzés           | Bronzmérkőzés           | Bronzmérkőzés           |              |              |              |              |                         |                         |                         |
|  | december 16. – Tokió       | december 16. – Tokió       | december 16. – Tokió       | december 18. – Jokohama | december 18. – Jokohama | december 18. – Jokohama |              |              |              |              |                         |                         |                         |
|  | december 16. – Tokió       | december 16. – Tokió       | december 16. – Tokió       | december 18. – Jokohama | december 18. – Jokohama | december 18. – Jokohama |              |              |              |              |                         |                         |                         |
|  | el-Ahlí                    | el-Ahlí                    | 1                          | El-Áttihád              | El-Áttihád              | 2                       |              |              |              |              |                         |                         |                         |
|  | el-Ahlí                    | el-Ahlí                    | 1                          | El-Áttihád              | El-Áttihád              | 2                       |              |              |              |              |                         |                         |                         |
|  | Sydney FC                  | Sydney FC                  | 2                          | Dep. Saprissa           | Dep. Saprissa           | 3                       |              |              |              |              |                         |                         |                         |
|  | Sydney FC                  | Sydney FC                  | 2                          | Dep. Saprissa           | Dep. Saprissa           | 3                       |              |              |              |              |                         |                         |                         |

## Mérkőzések

### Negyeddöntők
| 2005. december 11. 19:20 | El-Áttihád | 1 – 0                 | el-Ahlí | Olympiastadion, Tokió Nézőszám: 28,281 Játékvezető: Graham Poll (Anglia) |
| 2005. december 11. 19:20 | Noor 78'   | (0 – 0) (Jegyzőkönyv) |         | Olympiastadion, Tokió Nézőszám: 28,281 Játékvezető: Graham Poll (Anglia) |

| 2005. december 12. 19:20 | Sydney | 0 – 1                 | Deportivo Saprissa | Toyota Stadion, Toyota City Nézőszám: 28,538 Játékvezető: Kamikava Tóru (Japán) |
| 2005. december 12. 19:20 |        | (0 – 0) (Jegyzőkönyv) | Bolaños 47'        | Toyota Stadion, Toyota City Nézőszám: 28,538 Játékvezető: Kamikava Tóru (Japán) |

### Elődöntők
| 2005. december 14. 19:20 | El-Áttihád                | 2 – 3                 | São Paulo                                   | Olympiastadion, Tokió Nézőszám: 31,510 Játékvezető: Alain Sars (Franciaország) |
| 2005. december 14. 19:20 | Noor 33' al-Montasarí 68' | (1 – 1) (Jegyzőkönyv) | Amoroso 16' 47' Rogério Ceni 57' (11-esből) | Olympiastadion, Tokió Nézőszám: 31,510 Játékvezető: Alain Sars (Franciaország) |

| 2005. december 15. 19:20 | Deportivo Saprissa | 0 – 3                 | Liverpool                 | Nemzetközi Stadion, Jokohama Nézőszám: 43,902 Játékvezető: Carlos Chandía (Chile) |
| 2005. december 15. 19:20 |                    | (0 – 2) (Jegyzőkönyv) | Crouch 3' 58' Gerrard 32' | Nemzetközi Stadion, Jokohama Nézőszám: 43,902 Játékvezető: Carlos Chandía (Chile) |

### 5. helyért
| 2005. december 16. 19:20 | el-Ahlí    | 1 – 2                 | Sydney               | Olympiastadion, Tokió Nézőszám: 15,951 Játékvezető: Kamikava Tóru (Japán) |
| 2005. december 16. 19:20 | Moteab 45' | (1 – 1) (Jegyzőkönyv) | Yorke 35' Carney 66' | Olympiastadion, Tokió Nézőszám: 15,951 Játékvezető: Kamikava Tóru (Japán) |

### 3. helyért
| 2005. december 18. 16:20 | El-Áttihád                    | 2 – 3                 | Deportivo Saprissa                   | Nemzetközi Stadion, Jokohama Nézőszám: 46,453 Játékvezető: Mohammed Kezzáz (Marokkó) |
| 2005. december 18. 16:20 | Kallon 28' Job 53' (11-esből) | (1 – 1) (Jegyzőkönyv) | Saborío 13' 85' (11-esből) Gómez 89' | Nemzetközi Stadion, Jokohama Nézőszám: 46,453 Játékvezető: Mohammed Kezzáz (Marokkó) |

### Döntő
| 2005. december 18. 19:20 | São Paulo   | 1 – 0                 | Liverpool | Nemzetközi Stadion, Jokohama Nézőszám: 66,821 Játékvezető: Benito Archundia (Mexikó) |
| 2005. december 18. 19:20 | Mineiro 27' | (1 – 0) (Jegyzőkönyv) |           | Nemzetközi Stadion, Jokohama Nézőszám: 66,821 Játékvezető: Benito Archundia (Mexikó) |

| 2005-ös FIFA klub-világbajnokság Győztes |
| ---------------------------------------- |
| São Paulo Első cím                       |

## Gólszerzők
2 gólos
- Amoroso (São Paulo)
- Peter Crouch (Liverpool)
- Mohammed Noor (ál-Ittihád)
- Álvaro Saborío (Deportivo Saprissa)

1 gólos
- Hamad al-Montasarí (ál-Ittihád)
- Christian Bolaños (Deportivo Saprissa)
- David Carney (Sydney FC)
- Steven Gerrard (Liverpool)
- Rónald Gómez (Deportivo Saprissa)
- Joseph-Désiré Job (ál-Ittihád)
- Mohamed Kallon (ál-Ittihád)
- Mineiro (São Paulo)
- Emad Moteab (el-Ahlí)
- Rogério Ceni (São Paulo)
- Dwight Yorke (Sydney FC)

## A torna játékosa
| Aranylabda                  | Ezüstlabda                    | Bronzlabda                             | A döntő játékosa            |
| --------------------------- | ----------------------------- | -------------------------------------- | --------------------------- |
| Rogério Ceni (São Paulo FC) | Steven Gerrard (Liverpool FC) | Christian Bolaños (Deportivo Saprissa) | Rogério Ceni (São Paulo FC) |

## A torna összefoglalása

### Végeredmény
| Hely | Csapat             | Konföderáció | Régió                                          |
| ---- | ------------------ | ------------ | ---------------------------------------------- |
| 1    | São Paulo FC       | CONMEBOL     | Dél-Amerika                                    |
| 2    | Liverpool FC       | UEFA         | Európa                                         |
| 3    | Deportivo Saprissa | CONCACAF     | Közép-Amerika, Észak-Amerika és a Karib-térség |
| 4    | El-Áttihád         | AFC          | Ázsia                                          |
| 5    | Sydney FC          | OFC          | Óceánia                                        |
| 6    | el-Ahlí            | CAF          | Afrika                                         |

### A torna áttekintése
A torna jól megrendezett volt, noha néhány kommentátor azt állapította meg, hogy leszámítva a São Paulot és a Liverpoolt, a labdarúgás minősége eléggé gyenge volt, ami azt a látszatot keltette, hogy jobb lenne visszatérni a két kontinenses (Európa/Dél-Amerika) formációhoz.